# Thomas Bartholin
Thomas Bartholin (llatinitzat com a Thomas Bartolinus) (20 d'octubre de 1616 – 4 de desembre de 1680) va ser un metge, matemàtic i teòleg danès, pare de Caspar Bartholin el Jove, fill de Caspar Bartholin el Vell i Anna Fincke, filla al seu torn del matemàtic Thomas Fincke. Va tenir cinc germans entre els quals va destacar Erasmus Bartholin (nou anys menor), que va arribar a tenir tanta fama com ell per les seves troballes científiques relacionades amb la refracció doble de la llum. La família Bartholin va ser famosa per la quantitat de científics que va tenir, dotze dels quals van ser catedràtics de la Universitat de Copenhaguen
Thomas Bartholin és conegut com el descobridor del sistema limfàtic. Encara que aquest descobriment va ser realitzat alhora per Olaus Rudbeck, Thomas Bartholin ho va publicar primer.
El seu pare va publicar la primera col·lecció anatòmica el 1611, que va ser il·lustrada i revisada més endavant per Thomas, el que va convertir a aquest treball en la referència per excel·lència de l'anatomia. Cal destacar que el ducto principal de les glàndules sublinguals duen el seu nom referit com el ducto sublingual de Bartholin.
El 1670 la granja on vivia va sofrir un incendi que va acabar amb gran part de la seva biblioteca i dels seus manuscrits. Després d'això, el rei Cristià V de Dinamarca va nomenar Thomas com el seu metge personal, concedint-li un generós sou i eximint a la seva granja del pagament d'impostos, com recompensa per la pèrdua soferta. En 1680 Bartholin emmalalteix, per la qual cosa ven la granja i retorna a Copenhaguen, on mor poc més tard. Va ser sepultat a Vor Frue Kirke (l'Església de La Nostra Senyora).
A Copenhaguen es pot trobar el carrer Bartholinsgade, i prop d'allí, l'Institut Bartholin (Bartholin Institutet), ambdós anomenats així en honor de la seva família.